# شرکت فولاد آذربایجان
شرکت فولاد آذربایجان، کارخانهٔ تولید فولاد در استان آذربایجان شرقی است که در شهرستان میانه واقع شده‌است. این کارخانه در زمینی به‌مساحت ۴۶ هکتار در ۳ کیلومتری جنوب شرق شهر میانه قرار گرفته‌است. فولاد آذربایجان قادر است سالانه ۵۵۰٬۰۰۰ تن انواع میلگرد، تسمه، ناودانی و مفتول تولید کرده و به بازار عرضه کند. این کارخانه از اوایل سال ۱۳۸۰ خورشیدی، شروع به‌کار نموده‌است.

## واحدهای کارخانه
این کارخانه با توجه به نیازها و فرآیندهای مختلف در صنعت فولاد، اقدام به احداث واحدهای متعددی کرده است.
این واحدها شامل واحد ریخته‌گری که در آن فولاد به شکل مذاب ریخته و به قالب‌های مورد نظر شکل می‌دهد، واحد نورد که مسئول نورد کردن بلوم‌ها یا گندله‌های فولادی به محصولات نهایی می‌باشد، و همچنین واحد آهن اسفنجی که وظیفه تولید مواد اولیه فولادی را بر عهده دارد. این واحدها با همکاری و هماهنگی مدیریتی و فنی، تضمین کننده‌ی تولید مداوم و با کیفیت محصولات فولادی در کارخانه میانه می‌باشند.

## چشم انداز
- افزایش ظرفیت تولید محصولات فولادی
- راه‌اندازی واحدهای جدید تولید و پیش‌تولید بیشتر
- تحول به یکی از قطب‌های فولادی در منطقه غربی کشور
- افزایش صادرات و تأمین ارز از طریق توسعه فعالیت‌های صادراتی
- تولید محصولات با استانداردهای بین‌المللی با تأکید بر حفظ محیط زیست
- افزایش ایجاد و ارتقاء اشتغال در استان آذربایجان شرقی و حمایت از رشد اقتصادی منطقه